# Hermann Hillger
Hermann Hillger (n. 22 august 1865, Calbe, Saxonia-Anhalt, Germania – d. 2 mai 1945, Neustadt (Dosse), Brandenburg, Germania) a fost un editor, fermier și politician (DNVP) german.

## Biografie
Hillger a fondat în anul 1887 o tipografie și s-a implicat în activitatea editorială. Începând din 1891 a îndeplinit de mai multe ori funcția de comisar general pentru expoziții internaționale și universale. În 1894 a fondat Hermann Hillger Verlag, pe care a condus-o în anii următori. Programul de publicare era foarte largă și includea, de asemenea, seriile Deutsche Jugendbücherei (din 1909) și Kürschners Universal-Konversations-Lexikon.
După sfârșitul războiului Hillger a lucrat ca fermier la Spiegelberg și a făcut parte începând din 1919 din consiliul de administrație al Reichslandbund. În plus, el a fost membru al consiliilor de administrație ale băncilor Deutsche Rentenbank și Rentenbank-Kreditanstalt. 
La 2 mai 1945, atunci când soldații sovietici au intrat în Neustadt (Dosse), el, soția lui și alte șaptesprezece persoane s-au sinucis în conacul Spiegelberg.

## Activitate politică
Hillger a fost între anii 1924 și 1932 membru al Landtagului Prusiei.